# Qui és aquesta noia?
Qui és aquesta noia? (títol original: Who's That Girl) és una comèdia romàntica americana dirigida per James Foley, estrenada el 1987. Produïda per Warner Bros., la pel·lícula posa en escena Madonna en el paper de Nikki Finn, una dona de temperament exuberant que lluita per provar la seva innocència després d'haver ser injustament empresonada per homicidi durant quatre anys. Després de sortir de la presó, el seu advocat, Gontran Trott (Griffin Dunne), vol acompanyar-la a Filadèlfia però Nikki vol trobar els responsables de que entrés a la presó. Es troben vivint aventures increïbles a Nova York i acaben enamorant-se.
Després del fracàs comercial de la seva pel·lícula Shanghai Surprise l'any 1986, Madonna decideix de signar per una comèdia titulada Slammer, el nom de la qual és més tard canviada a Who's That Girl. Va convèncer Warner Bros. i els productors de la pel·lícula que és a punt per al projecte. Madonna suggereix el seu amic James Foley per dirigir la pel·lícula. El rodatge va tenir lloc a Nova York de l'octubre de 1986 a març de 1987 amb una pausa el desembre a causa de la neu. Madonna ha utilitzat aquest lapse de temps per treballar en la seva propera gira mundial i la banda original de la pel·lícula.
La pel·lícula va sortir als Estats Units el 8 d'agost de 1987, amb l'estrena organitzada a Times Square. En el moment de l'esdeveniment, Madonna va recordar la seva arribada a Times Square vuit anys abans amb només 35 dòlars a la en butxaca. La promoció de la pel·lícula és igualment feta gràcies al Who's That Girl Tour, 1a gira mundial de Madonna que ha tingut una rebuda de la crítica i comercial calorosa, informant 25 milions de dòlars i que ha estat vista per 1,5 milions d'espectadors.
Who's That Girl ha resultat ser un fracàs de la crítica i comercial: la pel·lícula i el treball de James Foley ha decebut molt els crítics, alguns disposats fins i tot a designar-la com una de les pitjors pel·lícules mai produïdes. No obstant això, alguns han lloat el talent de Madonna per la comèdia. En la seva estrena, Who's That Girl va ser projectada en 944 cinemes americans amb un benefici de 2,5 milions de dòlars per la seva 1a setmana d'explotació. La pel·lícula ha informat finalment 7,3 milions de dòlars, en particular en pel públic europeu. Per contra, la banda original de la pel·lícula ha tenir més èxit: tres de les cançons de Madonna han estrenat en singles: la cançó homònima, Causing a Commotion i The Look of Love. S'han venut sis milions d'exemplars en el món.

## Argument
Nikki Finn és empresonada durant quatre anys per un crim que no ha comès. La seva primera obsessió és doncs trobar l'autèntic culpable, des de la seva sortida de presó. Embarca amb ella en el seu periple l'advocat encarregat de l'escortar-la a l'estació d'autobusos i un puma en via de extinció.

## Repartiment
- Madonna: Nikki Finn
- Griffin Dunne: Gontran Trott
- Haviland Morris: Wendy Worthington
- John McMartin: Simon Worthington
- Bibi Besch: Madame Worthington
- Sir John Mills: Montgomery Bell
- Robert Swan: Inspector Bellson
- Drew Pillsbury: Inspector Doyle
- Coati Mundi: Raoul
- Dennis Burkley: Benny
- James Dietz: Buck
- Cecile Callan: Sandy (dama d'honor)
- Karen Elise Baldwin: Heather (dama d'honor)
- Kimberlin Brown: Rachel (dama d'honor)
- Crystal Carson: Denise (dama d'honor)
- Elaine Wilkes: Holly (dama d'honor)

## Premis i nominacions

### Premis
- ASCAP Film and Television Music Awards (1987): Millor música de pel·lícula per la cançó Who's That Girl escrita per Madonna i Patrick Leonard
- 8e cerimònia dels Razzie Awards (1988): Razzie Award a la pitjor actriu per Madonna
- 20e cerimònia dels Razzie Awards (2000): Razzie Award a la pitjor actriu del segle per Madonna (igualment per Shanghai Surprise, Body etc.)

### Nominacions
- 8a cerimònia dels Razzie Awards (1988) :
  - Razzie Award a la pitjor pel·lícula
  - Razzie Award al pitjor director per James Foley
  - Razzie Award al pitjor guió
  - Razzie Award a la pitjor cançó original per la cançó El Coco Loco (So, So Bad) escrita per Coati Mundi
- 45a cerimònia dels Globus d'Or (1988): Globus d'Or a la millor cançó original per Who's That Girl
- 30a cerimònia dels Grammy Awards (1988): Grammy Award a la millor cançó escrita pels mitjans de comunicació visuals per Who's That Girl
- 10a cerimònia dels Razzie Awards (1990): Razzie Award a la pitjor actriu del decenni per Madonna (igualment per Shanghai Surprise)

## Banda original
Per acompanyar l'estrena de la pel·lícula, una banda original va ser publicada per Sire Records el 21 de juliol de 1987. Madonna hi contribueix amb quatre cançons escrites en tandem amb Patrick Leonard (Who's That Girl, The Look of Love) i Stephen Bray (Causing a Commotion i Can't Stop). Who's That Girl, Causing a Commotion i The Look of Love sortiran en single i seran després interpretades en la primera gira mundial de Madonna, el Who's That Girl Tour.